# إيفور دنت
إيفور دنت هو عسكري كندي، ولد في 7 فبراير 1924، وتوفي في 29 مارس 2009 بسبب مرض آلزهايمر.